# Marlins Man
Marlins Man est le surnom de Laurence Leavy, un avocat et philanthrope de Floride né en 1955 ou 1956,, connu pour apparaître à divers événements sportifs aux États-Unis vêtu d'une chemise orange de l'équipe de baseball des Marlins de Miami et d'une casquette à visière semblable à celles des joueurs de golf. Généralement assis près de l'action, il a attiré l'attention des téléspectateurs lors d'événements tels la Série mondiale, le Super Bowl, les finales de la NBA, et le Kentucky Derby. Il est souvent accompagné d'un groupe d'étrangers qu'il invite à ses frais.

## Biographie
Avocat de Floride spécialisé dans l'assurance accident qui, en 2014, réside à North Miami Beach et dirige un cabinet d'avocats de 47 employés, Laurence Leavy est un supporteur des Marlins de Miami de la Ligue majeure de baseball, du Heat de Miami de la NBA, des Dolphins de Miami de la Ligue nationale de football et des Seminoles de Florida State. Il est un abonnée de saison des Marlins.
Leavy dit avoir pris l'habitude de s'assoir aux premières loges des événements sportifs non par désir de se faire remarquer, mais plutôt à cause d'une perte de vision dans l'œil droit ; après une chirurgie corrective, il a continué de privilégier en général les sièges plus rapprochés (et plus dispendieux). Il voyage pour assister aux événements sportifs à travers les États-Unis à toutes les périodes de l'année. En octobre 2014, il estimait avoir assisté à 27 Super Bowls et plus de 200 matchs des séries éliminatoires de la NBA. Habitué des manifestations sportives, il estime qu'il s'est soudainement mis à attirer l'attention après avoir renouvelé sa garde-robe, à la suite de la décision des Marlins de Miami de renoncer à leur traditionnels uniformes de couleur turquoise pour adopter un orange vermillon éclatant à partir de la saison 2012. 
Marlins Man commence à attirer l'attention lors du 7e match de la Série de championnat de la Ligue nationale de baseball au AT&T Park de San Francisco le 22 octobre 2012, avant d'apparaître deux jours plus tard à Détroit, vêtu de la même manière, pour le premier match de la Série mondiale 2012. Il devient alors une sensation médiatique. Deux ans plus tard, il fait la navette entre San Francisco et Kansas City pour assister, d'un siège derrière le marbre, aux matchs de la Série mondiale 2014,. Durant cette finale, il est invité à s'installer dans la loge du président des Royals de Kansas City, qui trouvait sa présence plus bas dérangeante, mais Leavy refuse, ayant payé 8 000 dollars pour ses billets.
En mai 2015, il est remarqué aux Preakness Stakes à Baltimore.

### «Payez au suivant»
Laurence Leavy avait l'habitude d'assister aux événements sportifs avec sa compagne mais, redevenu célibataire, il applique depuis le principe du « payez au suivant (en) ». Il achète plusieurs billets pour un match et, utilisant ses nombreux contacts sur Twitter et Facebook, il invite 3 ou 4 étrangers à l'accompagner. Le seul « paiement » qu'il demande est que l'étranger ayant bénéficié de sa générosité accomplisse à son tour un acte désintéressé et altruiste envers un étranger. Une fois que la personne a prouvé avoir ainsi « payé au suivant », il reçoit un t-shirt à l'effigie de Marlins Man.